# Джон Брекстон-Гікс
Джон Брекстон-Гікс (англ. John Braxton Hicks; 23 лютого 1823 — 28 серпня 1897) — англійський лікар-акушер XIX-го століття.
Народився в родині Едварда Гікса з Рая (Сассекс). Освіту здобув приватно, а 1841 року вступив до Медичної школи шпиталю Ґая. Здобув ступінь бакалавра в Лондонському університеті 1845 року та ступінь магістра 1851 року. У 1866 році був обраний членом Королівської колегії лікарів.
1856 року Джон Брекстон-Гікс був призначений акушером-асистентом у Шпиталі Ґая, а повноцінним лікарем став 1868 року. У 1888 році почав працювати лікарем-акушером у Шпиталі Св. Марії в Лондоні. Гікс став першим лікарем, який описав біполярний та інші методи повороту плода. 1872 року описав скорочення матки, яке не завершуються народженням плода, що відтак одержали назву перейми Бекстона-Гікса.
1862 року був обраний членом Королівського товариства за свій інтерес до природної історії, про яку він написав численні статті. 1868 року дав Гантерівську промову для Гантерівської спільноти і був обраний її президентом 1879 року.
Похований у храмі св. Томи (Лімінґтон, Гемпшир).
Був батьком коронера Етельстана Брекстона-Гікса (нар. 1854).